# Teton Range
Teton Range je pohoří na severozápadě Wyomingu, v severozápadní části Spojených států amerických. Severní částí zasahuje Teton Range do Yellowstonského národního parku, jižní část, která zahrnuje i nejvyšší horu pohoří Grand Teton (4 197 m), je pak součástí Národního parku Grand Teton.
Pohoří náleží do Skalnatých hor.

## Geografie
Teton Range se rozkládá od severu k jihu, má délku 50 km a šířku 15 až 25 km. Dalšími nejvyššími vrcholy po Grand Tetonu jsou Mount Owen (3 940 m), Middle Teton (3 903 m), Mount Moran (3 842 m), South Teton (3 814 m).
Na východním úpatí pohoří se nachází několik jezer, největší je jezero Jackson. Teton Range je obklopeno dalšími rozlehlými horami, proto bylo objeveno až na počátku 19. století.